# Live in Detroit (King Crimson)
Live in Detroit Mi is een livealbum in de fanclubserie van de Britse groep King Crimson.
Deze live-opnamen zijn wederom van King Crimson zelf en dateren van hun eerste optredens in de Verenigde Staten, na eerst in Canada te hebben gespeeld, onder anderen in de beroemde Massey Hall in Toronto. Hun tournee in de V.S. begon met twee optredens in Detroit (Michigan), East Down Theatre.

## Geschiedenis en musici
De heren zijn tamelijk ontspannen, maar schijnen het publiek tegen zich te hebben. Men wil vooral oude nummers horen, terwijl de onderstaande musici nu juist willen vernieuwen. Bovendien speelden deze musici niet in King Crimson terwijl die zogenaamde oude nummers opgenomen werden.
Musici:
- Robert Fripp - gitaar, mellotron;
- Mel Collins - saxofoon, fluit en mellotron;
- Boz Burrell - basgitaar en zang;
- Ian Wallace - drums, zang.

## Composities
1. Cd1
  1. Pictures of a city;
  2. Formentera Lady;
  3. Sailor’s Tale;
  4. Cirkus;
  5. Ladies of the road;
  6. Groon;
2. CD2
  1. 21st Century Schizoid Man;
  2. Mars;
  3. In the Court of the Crimsoin King;
  4. Lady of the Dancing Water.

## Trivia
- De opnamen dateren van het tweede concert.
- Wallace die de teksten in de bijlage schrijft, herinnert zich de vreemde uitspraak van Boz inzake “dance”; Boz zingt het nog op zijn Brits, terwijl de rest van de wereld in 1971 het woord op zijn Amerikaans uitspreekt.
- Dat het optreden niet soepel liep blijkt tijdens Mars; deze klinkt hier op zijn agressiefst, een oorlogsgod waardig.
- Omdat men blijft vragen om In the Court of the Crimson King volgt dat nummer ook; Boz neemt hier vast een voorproefje op zijn latere band Bad Company; het is meer blues en rock dan symfonische rock.
- Groon heeft te lijden van een typisch probleem van destijds; de tape moest worden vernieuwd.
- Lady of the Dancing Water houdt abrupt op; men weet niet meer waarom.

Jaren 60: mei, juni 1969; Marquee Londen · 5 juli 1969; Hyde Park Londen · 21/22 november 1969; San Francisco
Jaren 70: 11 mei 1971; Plymouth · 10 augustus 1971; Marquee Londen · 16 oktober 1971; Brighton · 13 december 1971; Detroit · 26 februari 1972: Jacksonville · 27 februari 1972;Orlando · 12 maart 1972; Denver radio · 13 maart 1972; Denver live · 27 maart 1972; Boston · 13 oktober 1972; Frankfurt am Main · 17 oktober 1972; Bremen · 13 november 1972; Guildford · 15 november 1973; Zürich · 29 maart 1974; Heidelberg · 30 maart 1974; Mainz · 1 april 1974: Kassel · 24 juni 1974, Toronto· 1 juli 1974, New York
Jaren 80: 30 april 1981; Bath · 30 juli 1982; Philadelphia · 2 augustus 1982; New York · 13 augustus 1982; Berkeley · 25 augustus 1982; Cap D’Agde · 29 september 1982; München · 17-30 januari 1983; studiowerk · mei-november 1983
Jaren 90: VROOOM sessies;april/mei 1994; studio · 1 juli 1995; Wiltern · 20-25 november 1995; Broadway · 29 november 1995; Chicago · 26 augustus 1996; 2e maal Philadelphia · mei 1997; Nashville studio · 1-4 december 1997 (P1) · 4 juni 1998; Chicago (P2) · 1 juli 1998; Northampton (P2) · 1 november 1998; San Francisco (P4) · 25 maart 1999; Austin (P3)
Jaren vanaf 2000: 11 juni 2000; Warschau · 9/10 november 2001; Nashville live · 3 maart 2003: Alexandria (P3) · april 2003 · najaar 2003; Japan · 20 juni 2003; Milaan · 16 november 2003; New Haven ·  28 juni 2017; Chicago